# Gloriosa (album)
Pour l’article homonyme, voir Gloriosa.
Albums de Aya Kamiki
Individual Emotion
(2010)
EPs par Aya Kamiki
Rock On
(2005) Evil Älive
(2011)
Singles
Gloriosa est le 4e mini album de Aya Kamiki, sorti sous le label Avex Trax le 11 août 2010 au Japon.

## Présentation
Il atteint la 39e place du classement de l'Oricon. Il se vend à 3 442 exemplaires la première semaine et reste classé pendant 2 semaines, pour un total de 4 138 exemplaires vendus. Il contient son 2e single sous Avex Trax, Revolver. Il sort en format CD, CD+DVD et CD+billet pour le concert AYA KAMIKI LIVE 2010 ~Gloriosa~.

## Liste des titres
| 1. | Satisfaction          | 4:38 |
| 2. | Revolver              | 3:12 |
| 3. | Fly a way             | 3:58 |
| 4. | Truth needs no colors | 4:42 |
| 5. | Lost in the world     | 5:03 |
| 6. | Just go my way        | 3:22 |
| 7. | Pop-eyed fish         | 3:05 |

| 1. | The Light                                             |  |
| 2. | Off Shot Movie (Aya Kamiki In Store Event 2010)       |  |
| 3. | Aya Kamiki Premium Live Digest ~ Revolver (LIVE Ver.) |  |
| 4. | Revolver                                              |  |